# Jean Jérôme Hamer
 Jean Jérôme Kardinal Hamer OP (* 1. Juni 1916 in Brüssel; † 2. Dezember 1996 in Rom) war ein belgischer Ordensgeistlicher und Kurienkardinal der römisch-katholischen Kirche.

## Leben
Jean Jérôme Hamer trat der Ordensgemeinschaft der Dominikaner bei und absolvierte ein Studium Generale in La Sarte und Löwen. Während des Zweiten Weltkriegs war er Soldat und verbrachte einige Zeit in Kriegsgefangenschaft. Nach weiterführenden Studien wurde er an der Universität Freiburg im Üechtland zum Doktor der Theologie promoviert. Am 3. August 1941 empfing er das Sakrament der Priesterweihe. Von 1944 bis 1962 lehrte er an der Universität Freiburg im Üechtland, zeitweise auch in Rom und an der Fakultät der Dominikaner Le Saulchoir in Étiolles bei Paris. Von 1962 an war er als Studiensekretär für die Studenten seines Ordens verantwortlich. Von 1962 bis 1965 nahm er als Experte für Fragen der Einheit der Christen am Zweiten Vatikanischen Konzil teil. Ab 1966 versah er Leitungsaufgaben beim Sekretariat für die Einheit der Christen.
Am 14. Juni 1973 wurde er zum Titularerzbischof von Lorium und zum Sekretär der Glaubenskongregation ernannt. Hamer empfing am 29. Juni desselben Jahres durch Papst Paul VI. die Bischofsweihe; Mitkonsekratoren waren die Kurienerzbischöfe Agostino Casaroli und Bernardin Gantin. Anfang 1979 besuchte er die dritte Generalkonferenz des lateinischen Episkopates in Puebla.
Am 8. April 1984 ernannte ihn Papst Johannes Paul II. zum Pro-Präfekten der Kongregation für die Ordensgemeinschaften. Am 25. Mai 1985 wurde Jean Jérôme Hamer als Kardinaldiakon mit der Titeldiakonie San Saba in das Kardinalskollegium aufgenommen. Seinen altersbedingten Rücktritt nahm Papst Johannes Paul II. am 21. Januar 1992 an. Am 29. Januar 1996 wurde er unter Beibehaltung seiner Titelkirche zum Kardinalpriester pro hac vice erhoben.

## Schriften
- mit Sighard Kleiner, Karl Rahner und anderen: Les Religieux aujourd’hui et demain. Éditions du Cerf, Paris 1964.